# Academia real de arquitectura (Francia)
La Academia real de arquitectura francesa (en francés: Académie royale d’architecture) fue una institución del Antiguo Régimen francés creada el 30 de diciembre de 1671 por Luis XIV, rey de Francia, inspirado por Jean-Baptiste Colbert. Tuvo como primer director al arquitecto y teórico François Blondel (1618-1686), arquitecto de la ciudad de París, y fue suprimida en 1793, tras la Revolución francesa.
Establecida por primera vez en París en el Palacio Real, y después en el Palacio del Louvre, contó desde 1692 con una escuela de arquitectura que contribuyó a establecer y difundir el prestigio de la arquitectura francesa.

## Historia
La Academia real de arquitectura fue fundada a finales de 1671 por Luis XIV a iniciativa de su ministro Jean-Baptiste Colbert. Celebró su primera reunión el 31 de diciembre de 1671, una reunión a la que asistió el propio Colbert.
La Academia real de arquitectura no jugó el mismo papel que la Académie royale de peinture et de sculpture. No intervino en el nombramiento de jóvenes arquitectos que iban a perfeccionarse a Roma. En la víspera de su muerte, Colbert definió así el programa de la Academia:

Estan a proposito que parece poca cosa al público lo que se hace aquí, y que sea digno del nombre que lleva de Academia real de arquitectura, fue necesario resolver tratar lo que es más particular en cada parte de la arquitectura, que son la salubridad, la solidez, la comodidad y la belleza de las edificaciones, y como lo que mira la solidez puede ser tratado la primero, el (el superintendente) ha invitado a cada uno de los señores arquitectos del rey en particular a pensar seriamente sobre esta materia y, comenzando por la naturaleza de los terrenos, informar en el primer día de lo que puedan haber observado sobre las diferencias de los terrenos, tanto en París como en los alrededores, y cuales sean las precauciones que crean deben ser necesariamente adoptadas para construir solidamente algunos edificios que se posen estre.
Estan à propos qu'il paroisse quelque chose au public de ce qui se fait icy, et qu'elle soit digne du nom qu'elle porte d'Académie royale d'architecture, il falloit se résoudre à traiter ce qu'il y a de plus particulier dans chacune des parties de l'architecture, qui sont la salubrité, la solidité, la commodité et la beauté des bastimens, et comme celle qui regarde la solidité peut être traitée la première, il (le surintendant) a convié chacun de MM. les architectes du Roi en particulier de penser sérieusement à cette matière et, commençant par la nature des terrains, rapporter au premier jour de ce qu'ils pourront avoir observé sur les différences de terrains, tant à Paris qu'aux environs, et qu'elles sont les précautions qu'ils croiroient devoir estre nécessairement apportées pour construire solidement quelques bastimens que ce puisse estre.
Jean-Baptiste Colbert

La Academia se reunía una vez a la semana y discutía los problemas técnicos que se le presentaban, daba su consejo sobre los edificios cuando se le pedía, hacía la lectura de escritores de autoridad en arquitectura, comentándolos y discutiéndolos: Vitruvio, Palladio Philibert de l'Orme, Scamozzi, Alberti, Serlio. Desde sus primeras sesiones buscaba saber si había leyes fijas para la belleza y trataba del Buen Gusto («Bon Goust») en arquitectura.
Durante cuarenta y seis años, el rey concedió diplomas a aquellos que consideraba dignos de entrar en esa compañía, de la que su primer arquitecto del rey era el director.
El 4 de mayo de 1699, el superintendente de Bâtiments du roi reunió a la Academia para compartir la decisión del rey de restablecer la academia en su primitiva forma, a saber: 
- siete arquitectos: Robert de Cotte, Pierre Bullet, Pierre Delisle-Mansart, Jacques V Gabriel, Thomas Gobert, Pierre Lambert, Pierre Le Maistre, con Philippe de La Hire, profesor, y Jean-François Félibien, secretario.

pero creando una segunda clase de diez arquitectos:
- Pierre Cailleteau llamado «Lassurance», Nicolas II Delespine, Mathieu, Antoine Desgodets, Le Maistre el joven, Jean-Baptiste Bullet de Chamblain, François Bruand, Cochery, Armand Claude Mollet, Pierre Gittard hijo.

En 1717, el duque de Antin, superintendente de los Bâtiments du roi, hizo confirmar la Academia de arquitectura por letras patentes, con estatutos y reglamentos que le confería el derecho a reclutar por elección.
El número de académicos pasó de 8 al 24, con dos clases: la primera de diez arquitectos, un profesor y un secretario; y la segunda, de doce arquitectos. En 1728, la segunda clase se incrementó con ocho miembros más; en 1756, perdió cuatro de ellos que pasaron a la primera clase.
La Academia fue suprimida por el rey en 1767, por haber protestado contra el nombramiento ilegal de Charles De Wailly. 
Reorganizada por nuevas letras patentes en 1775, estaba entonces compuesta por:
- 32 arquitectos, divididos en dos clases, en la que la primera tenía un director, un profesor de arquitectura y un profesor de matemáticas;
- 10 miembros honorarios, asociados libres;
- 12 correspondientes o asociados extranjeros.

El superintendente de los Bâtiments du roi continuaba, como antes, nombrando al secretario permanente. 
La Academia fue suprimida el 8 de agosto de 1793 a partir de la proposición del abate Gregoire y de Jacques-Louis David, que propusieron que la institución fue reconstituida en el Instituto de Francia creado en 1795, constituyendo la arquitectura una de las secciones de la clase de Literatura y de las Bellas Artes. Se reorganizó después en su forma actual en 1816, en la Academia de Bellas Artes del Instituto de Francia.

## Escuela de la Academia real de arquitectura
En 1694, la Academia real de arquitectura decidió organizar una enseñanza en forma de lecciones, programas y concursos acordados todos los meses. Se otorgaron premios y medallas a partir de 1701 y en 1720 se estableció un gran premio de la Academia que se otorgaba cada año; es el antecesor de lo que será el Prix de Roma. Al laureado se le concedía una beca para permanecer en la Academia Francesa en Roma. Son instituidos profesores además de los académicos.
La escuela de la Academia se vio desafiado desde la década de 1740 por los cursos particulares que organizaban algunos arquitectos en sus propias casas. Este es el caso de Jean-Laurent Legeay o incluso de Jacques-François Blondel que, creando una escuela independiente, la Escuela de Artes, logró monopolizar con sus alumnos la mayoría de los grandes premios de la Academia.
Durante la Revolución francesa, la Convención Nacional decidió confiar la enseñanza de la arquitectura a la Escuela politécnica, con el profesor Jean-Nicolas-Louis Durand. La enseñanza fue entonces gradualmente reconstituida en el seno de la nueva Escuela Nacional Superior de Bellas Artes. 

### Los directores
- 1672-1686: François Blondel
- 1687-1736: Robert de Cotte
- 1736-1743: Jacques V Gabriel
- 1743-1782: Ange-Jacques Gabriel
- 1783-1793: Richard Mique

### Los secretarios generales
- 1671-1695: André Félibien, señor de los Avaux;
- 1702-1717: Abad Jean Prévost,[2] subsecretario de la Academia;
- 1718-1733: Jean-François Félibien, señor de los Avaux;
- 1733-1768: Charles Étienne Louis Camus;
- 1768-1793: Michel-Jean Sedaine.

### Los profesores
- 1672-1686: François Blondel;[3]
- 1687-1718: Philippe de La Hire;
- 1718-1719: Gabriel-Philippe de La Hire;
- 1720-1728: Antoine Desgodets;
- 1728-1730: François Bruand;[4]
- 1730: Jean-Baptiste Leroux;
- 1730-1739: Jean Courtonne;
- 1730-1768: Charles Étienne Louis Camus, profesor de geometría;
- 1739-1748: Denis Jossenay;
- 1748-1763: Louis-Adam Loriot, profesor de arquitectura;
- 1762-1774: Jacques-François Blondel;
- 1768-1793: Antoine-René Mauduit, profesor de geometría;[5]
- 1774-1793: Julien-David Le Roy;[6]
- 1777-1793: Charles Bossut, profesor de hidrodinámica;[7]
- 1792-1793: Rieux, profesor de estereotomia.[8]

## Los miembros de la Academia
Los primeros miembros de la Academia real de arquitectura fueron François Blondel, François Le Vau, Libéral Bruant, Daniel Gittard, Antoine Lepautre, Pierre II Mignard, François II d’Orbay y André Félibien.
| Fecha de nominación | Nombre                                                                      | Fallecido                | Edad |
| ------------------- | --------------------------------------------------------------------------- | ------------------------ | ---- |
| 1670                | François Blondel                                                            | 21 de enero de 1686      | 68   |
| 1671                | François Le Vau: XXXIX                                                      | 04 de julio de 1676      | -    |
| 1670                | Libéral Bruand                                                              | 22 de noviembre de 1697  | -    |
| 1670                | Daniel Gittard                                                              | 15 de diciembre de 1686  | 61   |
| 1671                | Antoine Lepautre                                                            | 1679                     | -    |
| 1671                | Pierre Mignard                                                              | 1725                     | -    |
| 1671                | François d'Orbay                                                            | 4 de septiembre de 1697  | 63   |
| 1671                | André Félibien, sieur des Avaux                                             | 11 de junio de 1695      | 76   |
| 1673                | Claude Perrault                                                             | 9 de octubre de 1688     | 75   |
| 1675                | Jules Hardouin-Mansart                                                      | 11 de mayo de 1708       | 62   |
| 1678                | Pierre Coquart de La Motte o La Motte-Coquart: XXII                         | -                        | -    |
| 1680                | D'Aucour: XX                                                                | -                        | -    |
| 1680                | Thomas Gobert                                                               | -                        | -    |
| 1681                | André Le Nôtre                                                              | 15 de septiembre de 1700 | 87   |
| 1685                | Pierre Bullet                                                               | 1716                     | 77   |
| 1687                | Philippe de La Hire                                                         | 21 de abril de 1718      | 78   |
| 1687                | Robert de Cotte                                                             | 15 de julio de 1735      | 79   |
| 1694                | Antoine Desgodets                                                           | 20 de mayo de 1728       | 75   |
| 1696                | Jean-François Félibien, hijo: XXIII                                         | 23 de junio de 1733      | 75   |
| 1698                | Pierre Lemaistre o Le Maistre: LIV                                          | -                        | -    |
| 1699                | Jacques V Gabriel                                                           | 23 de abril de 1742      | 75   |
| 1699                | Thomas Gobert: XXI                                                          | 1708                     | -    |
| 1699                | Pierre Lambert: XXII                                                        | 19 de marzo de 1709      | 64   |
| 1699                | Pierre Cailleteau llamado «Lassurance»                                      | 1724                     | 69   |
| 1699                | Armand Claude Mollet                                                        | 23 de enero de 1742      | 82   |
| 1699                | Pierre Delisle-Mansart                                                      | 13 de junio de 1710      | 69   |
| 1699                | Nicolas Delespine                                                           | 1729                     | 87   |
| 1699                | Mathieu: XXIII                                                              | 1732                     | -    |
| 1699                | Girard Le Maistre, fils                                                     | -                        | -    |
| 1699                | Jean-Baptiste Bullet de Chamblain                                           | 1726                     | 61   |
| 1699                | François Bruand, Bruand fils                                                | 1732                     | -    |
| 1699                | Cochery: XX                                                                 | -                        | -    |
| 1699                | Pierre Gittard, fils                                                        | juin 1746                | 81   |
| 1700                | Rivet: XX, 154, 208                                                         | 1720                     | -    |
| 1700                | Nicolas Poictevin: XX, 187                                                  | 1719                     | -    |
| 1702                | Abbé Jean Prévost: XXIII–XXIV                                               | -                        | -    |
| 1705                | Nicolas d'Orbay                                                             | 24 de junio de 1742      | 63   |
| 1706                | Gabriel Philippe de La Hire                                                 | 4 de junio de 1719       | 42   |
| 1707                | Jean Aubert                                                                 | 1741                     | 61   |
| 1708                | Nicolas Dulin (o d'Ulin)                                                    | 9 de abril de 1751       | 81   |
| 1709                | Germain Boffrand                                                            | 19 de marzo de 1754      | 87   |
| 1714                | Jules-Robert de Cotte: XIX                                                  | 8 de septiembre de 1767  | -    |
| 1715                | Lécuyer                                                                     | 11 de febrero de 1720    | -    |
| 1716                | Jean Beausire                                                               | 20 de marzo de 1743      | 92   |
| 1717                | Claude Desgots o Desgotz                                                    | 1732                     | 74   |
| 1717                | Denis Jossenay                                                              | 1748                     | -    |
| 1717                | Michel Tannevot o Tanevot: XXIV                                             | 1762                     | -    |
| 1718                | André-Armand Mollet                                                         | 1720                     | -    |
| 1720                | Jules Michel Alexandre Hardouin                                             | 1737                     | -    |
| 1720                | Jacques de La Guépière                                                      | 10 de febrero de 1734    | -    |
| 1720                | Jean-Baptiste Leroux                                                        | 13 de julio de 1746      | -    |
| 1723                | Jean Cailleteau, dit Lassurance fils: XXI                                   | 1755                     | 65   |
| 1723                | Pierre Vigné de Vigny: XXV                                                  | 1772                     | 82   |
| 1724                | Jean-Charles Garnier d'Isle: XX                                             | 12 de diciembre de 1755  | 58   |
| 1725                | Jean Aubert                                                                 | 1741                     | -    |
| 1725                | Louis de Cotte, frère de Robert: XIX                                        | 1749                     | -    |
| 1728                | Jean-Baptiste de La Rue ou Jean-Baptiste Delarue                            | 6 de junio de 1743       | 45   |
| 1728                | Ange-Jacques Gabriel                                                        | 4 de enero de 1782       | 83   |
| 1728                | Jean Courtonne                                                              | 1738                     | 68   |
| 1728                | Pierre Jacquot de Villeneuve                                                | 1730                     | -    |
| 1728                | Germain-Éloi Legrand, o Le Grand: XXII                                      | abril de 1751            | -    |
| 1728                | Louis Benoist                                                               | 25 de octubre de 1734    | -    |
| 1728                | Jean-François Blondel: XVI                                                  | 9 de octubre de 1756     | -    |
| 1728                | Pierre Contant d'Ivry: XVIII                                                | 1 de octubre de 1777     | 79   |
| 1728                | Charles-François Lespée, l'aîné                                             | 29 de abril de 1759      | -    |
| 1729                | Charles-Jacques Billaudel: XVI                                              | 13 de mayo de 1762       | 64   |
| 1730                | Abbé Camus                                                                  | 4 de mayo de 1768        | 69   |
| 1730                | Jacques Vinage                                                              | 1735                     | -    |
| 1732                | Jean-Michel Chevotet: XVIII                                                 | 4 de diciembre de 1772   | -    |
| 1732                | Jean-Baptiste Augustin Beausire, fils aîné                                  | 1764                     | -    |
| 1734                | Augustin de Luzy de Pélissac: XVIII                                         | 1773                     | -    |
| 1734                | Louis-François Mollet: XXIII                                                | 29 de diciembre de 1757  | -    |
| 1735                | Charles Lécuyer                                                             | 1776                     | -    |
| 1735                | Nicolas Simonnet                                                            | 1742                     | -    |
| 1735                | Louis-Adam Loriot                                                           | 1767                     | -    |
| 1735                | Jacques Hardouin-Mansart o Mansart de Lévy, sieur de Lévy, conde de Sagonne | 27 de septiembre de 1778 | 67   |
| 1737                | Claude Guillot-Aubry, también escrito Claude-Guillot Aubry: XV              | 1777                     | 75   |
| 1739                | Pierre François Godot o Godeau: XX                                          | 1762                     | -    |
| 1740                | Jérôme Beausire, llamado Beausire le jeune                                  | 1761                     | 21   |
| 1741                | Pierre-Étienne Le Bon: XXI                                                  | 1754                     | 54   |
| 1742                | Jean-Sylvain Cartaud: XVII                                                  | 1758                     | 83   |
| 1742                | Philippe Le Dreux                                                           | 9 de abril de 1751       | -    |
| 1747                | Jacques-François de L'Épée, el Joven                                        | 19 de enero de 1792      | -    |
| 1749                | Jacques-Germain Soufflot: XVI–XVIII                                         | 29 de agosto de 1781     | 67   |
| 1755                | Michel-Barthélemy Hazon: XX–XXI                                             | 1822                     | 100  |
| 1755                | François II Franque: XII                                                    | 28 de octubre de 1793    | 83   |
| 1755                | Nicolas-Marie Potain                                                        | 1790                     | 67   |
| 1755                | Maximilien Brébion: XVII                                                    | Después 1792             | -    |
| 1755                | Charles Le Franc d'Étréchy                                                  | 1762                     | -    |
| 1755                | Antoine-Mathieu Le Carpentier: XXI                                          | 1773                     | 64   |
| 1755                | Jacques-François Blondel: XVI                                               | 9 de enero de 1774       | 69   |
| 1756                | Louis-François Thourou de Moranzel: XXIII                                   | 1785                     | 76   |
| 1757                | Jean Hupeau,: XII ingénieur des ponts et chaussées                          | 10 de marzo de 1763      | 52   |
| 1758                | Jean-Rodolphe Perronet: XII                                                 | 27 de febrero de 1794    | 86   |
| 1758                | Pierre-Noël Rousset: XI                                                     | 1795                     | -    |
| 1758                | Hubert Pluyette: XI                                                         | 1769                     | -    |
| 1758                | Julien-David Le Roy: XIV                                                    | 27 de enero de 1803      | 79   |
| 1762                | Pierre-Louis Moreau-Desproux: XV                                            | 9 de julio de 1794       | 31   |
| 1762                | Charles-Pierre Coustou                                                      | 1797                     | 76   |
| 1762                | Pierre Desmaisons                                                           | 1795                     | -    |
| 1762                | Jérôme Charles Bellicard                                                    | 28 de febrero de 1786    | 60   |
| 1762                | Étienne-Louis Boullée                                                       | 6 de febrero de 1799     | 70   |
| 1763                | Ange-Antoine Gabriel, joven: XVI                                            | 7 de agosto de 1781      | 45   |
| 1765                | Louis de Règemorte,: XIII ingeniero de puentes y calzadass                  | 18 de abril de 1774      | -    |
| 1767                | Marie-Joseph Peyre, l'aîné                                                  | 11 de agosto de 1785     | 55   |
| 1767                | Charles de Wailly                                                           | 2 de noviembre de 1798   | 69   |
| 1768                | Gabriel de Lestrade                                                         | 1770                     | -    |
| 1768                | Jean-Michel Sedaine                                                         | 17 de mayo de 1797       | 78   |
| 1768                | Antoine-René Mauduit                                                        | 6 de marzo de 1815       | 84   |
| 1769                | Louis-François Trouard                                                      | 1794                     | 65   |
| 1770                | Jean-François-Thérèse Chalgrin                                              | 20 de enero de 1811      | 71   |
| 1771                | Nicolas-Henri Jardin                                                        | 31 de agosto de 1799     | 79   |
| 1773                | Charles-Axel Guillaumot                                                     | 7 de octubre de 1807     | 77   |
| 1773                | Claude-Nicolas Ledoux                                                       | 19 de noviembre de 1806  | 70   |
| 1773                | Guillaume-Martin Couture                                                    | 27 de diciembre de 1799  | 67   |
| 1774                | Jean-René Billaudel                                                         | 1786                     | 53   |
| 1774                | Jacques Gondouin                                                            | 29 de diciembre de 1818  | 81   |
| 1775                | Richard Mique                                                               | 8 de julio de 1794       | 66   |
| 1776                | Mathurin Cherpitel                                                          | 1809                     | 73   |
| 1776                | Jean-François Heurtier                                                      | 16 de abril de 1822      | 83   |
| 1776                | Claude Billard de Bélisard                                                  | Antes 1797               | -    |
| 1776                | Jacques-Denis Antoine                                                       | 24 de agosto de 1801     | 67   |
| 1777                | Antoine-François Peyre, le jeune                                            | 6 de marzo de 1823       | 84   |
| 1780                | Pierre-Adrien Pâris                                                         | 1 de agosto de 1819      | 75   |
| 1781                | Alexandre-Théodore Brongniart                                               | 6 de junio de 1813       | 74   |
| 1784                | Jean-Arnaud Raymond                                                         | 28 de enero de 1811      | 69   |
| 1785                | Antoine-Joseph Debourge                                                     | 1811                     | 74   |
| 1786                | Bernard Poyet                                                               | 7 de diciembre de 1824   | 76   |
| 1791                | Charles-François Darnaudin                                                  | 1805                     | 64   |
| 1792                | Jean-Augustin Renard                                                        | 24 de enero de 1807      | 63   |